# トヨタ不動産
トヨタ不動産株式会社（とよたふどうさん、英: TOYOTA FUDOSAN CO., LTD.）は、愛知県名古屋市中村区名駅と東京都千代田区有楽町に本社を置く、トヨタグループの不動産会社。2022年4月に東和不動産から社名変更した。
愛知県名古屋市名古屋駅前のミッドランドスクエアやセンチュリー豊田ビル、シンフォニー豊田ビルなどの商業ビルやオフィスビルを運営し、パレットタウンや富士スピードウェイの再開発を手掛ける。

## 概要
保有するビルや付帯する商業施設を、一体に開発して運営管理する。最大の保有物件で本社を置くミッドランドスクエアは、かつて豊田佐吉が経営した愛知県名古屋市堀内町の紡織工場跡に建てた豊田ビルが前身である。当社は非上場でトヨタグループ各社の株式を保有し、グループ防衛を担う。
第二次世界大戦後、連合国軍総司令部 (GHQ) の財閥解体施策で、豊田産業の商社事業は日新通商、不動産事業は東和不動産、それぞれに分割された。東和不動産は、ビル経営に不慣れなために親会社を棄損せぬように配慮して豊田（トヨタ）を冠さない社名として、「東和」は当時の幹部が京都の僧侶から拝名した。

## 沿革
- 1953年（昭和28年）8月17日 - トヨタ自動車工業および豊田自動織機製作所、日新通商の共同出資により東和不動産株式会社設立[5]。
- 2004年（平成16年）3月 - ISO 14001認証を取得。
- 2007年（平成19年）3月 - ミッドランドスクエア（正式名称：豊田・毎日ビルディング）を開業[5]。
- 2016年（平成28年）7月12日 - 第二豊田ビル竣工[6]。
- 2018年（平成30年）
  - 1月31日 - 柳橋食品ビルを取得および所有会社の柳橋食品ビル株式会社を完全子会社化[7][8]。
  - 12月25日 - 名古屋市と旧那古野小学校施設活用事業（なごのキャンパス）に係る基本協定を締結[9]。
- 2021年（令和3年）11月30日 - 株式会社アイ・エム・エーの全株式を取得して完全子会社化[10]。
- 2022年（令和4年）4月27日 - 社名をトヨタ不動産株式会社に変更[11][12]。
- 2023年（令和5年）2月1日 - トヨタ自動車東京本社ビルをトヨタ自動車株式会社から、トヨタ不動産90%と三井不動産株式会社10%の比率で取得し、トヨタ東京ビルに改称[13]。
- 2024年（令和6年）
  - 1月1日 - 東京支店を東京本社に改称して2本社制に移行[14]。
  - 11月25日 - 東京本社を有楽町の東京ミッドタウン日比谷 日比谷三井タワー 11階へ移転[15]。
  - 12月19日 - 株式会社デンソーよりデンソー渋谷ビルを取得[16]。
- 2025年（令和7年）3月27日 - 芝NBFタワー（現・芝タワー）の信託受益権を取得[17]。

## 主要な物件
- ミッドランドスクエア（名古屋市中村区）[18]
- センチュリー豊田ビル（名古屋市中村区）（豊田通商名古屋本社）[18]
- 名古屋クロスコートタワー（名古屋市中村区）[18]
- 桜通豊田ビル（名古屋市中村区）[18]-（旧近鉄新名古屋ビル。2015年1月に取得して改称[5]。）
- シンフォニー豊田ビル（名古屋市中村区）[18]-（旧第二豊田ビル、2016年竣工）
- 名駅IMAIビル（名古屋市中村区）[18]
- 大阪豊田ビル（大阪市中央区）[18]（豊田通商大阪支店）
- 柳橋食品ビル（名古屋市中村区） ※解体済
- トヨタ東京ビル（東京都文京区）
- 富士スピードウェイホテル（静岡県駿東郡小山町）
- J6 フロント（東京都渋谷区）
- 旧デンソー渋谷ビル（東京都渋谷区）

管理受託
- センチュリー三田ビル（東京都港区）[18]
- トヨタホーム栄ビル（名古屋市東区）

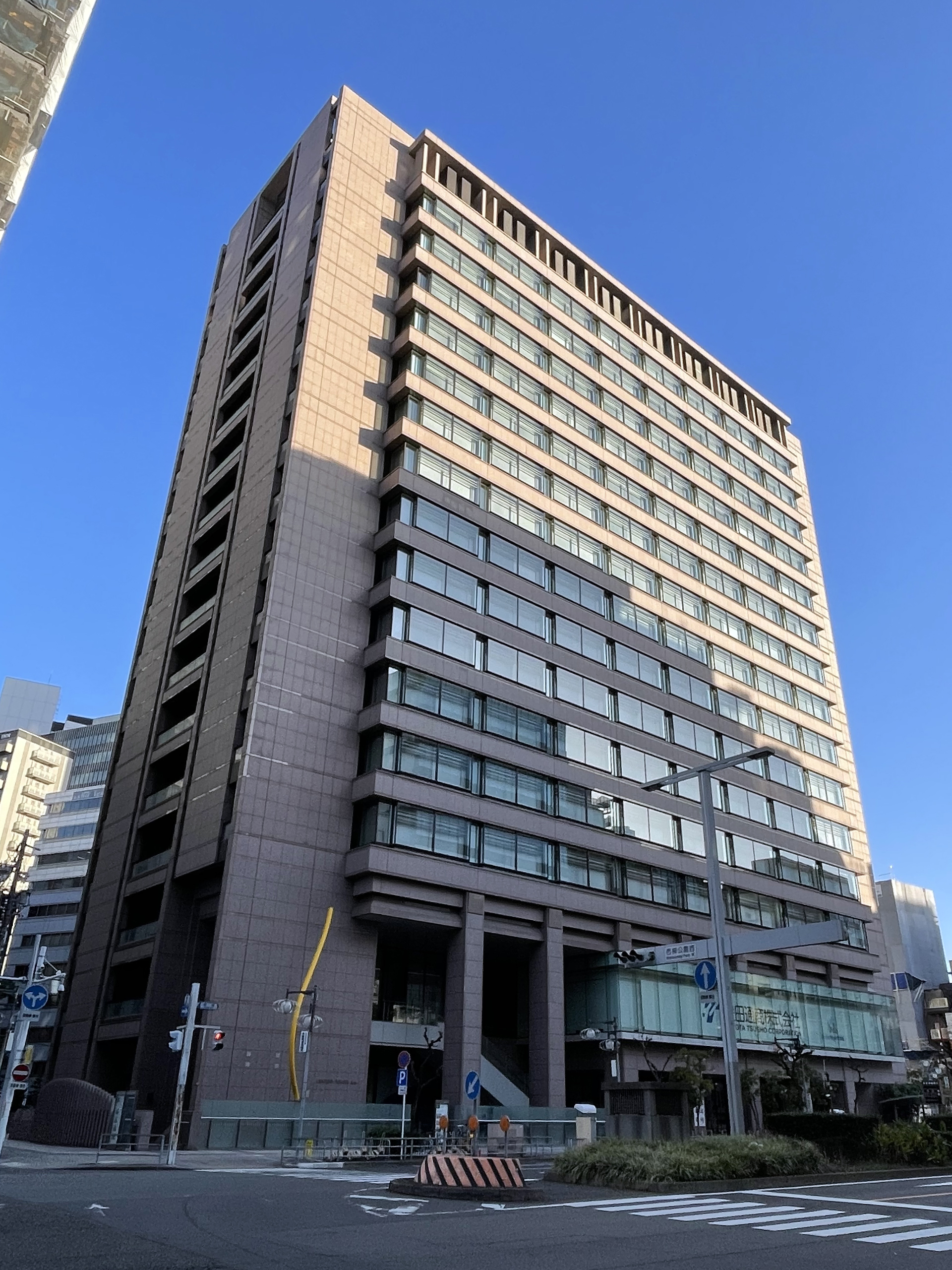
センチュリー豊田ビル
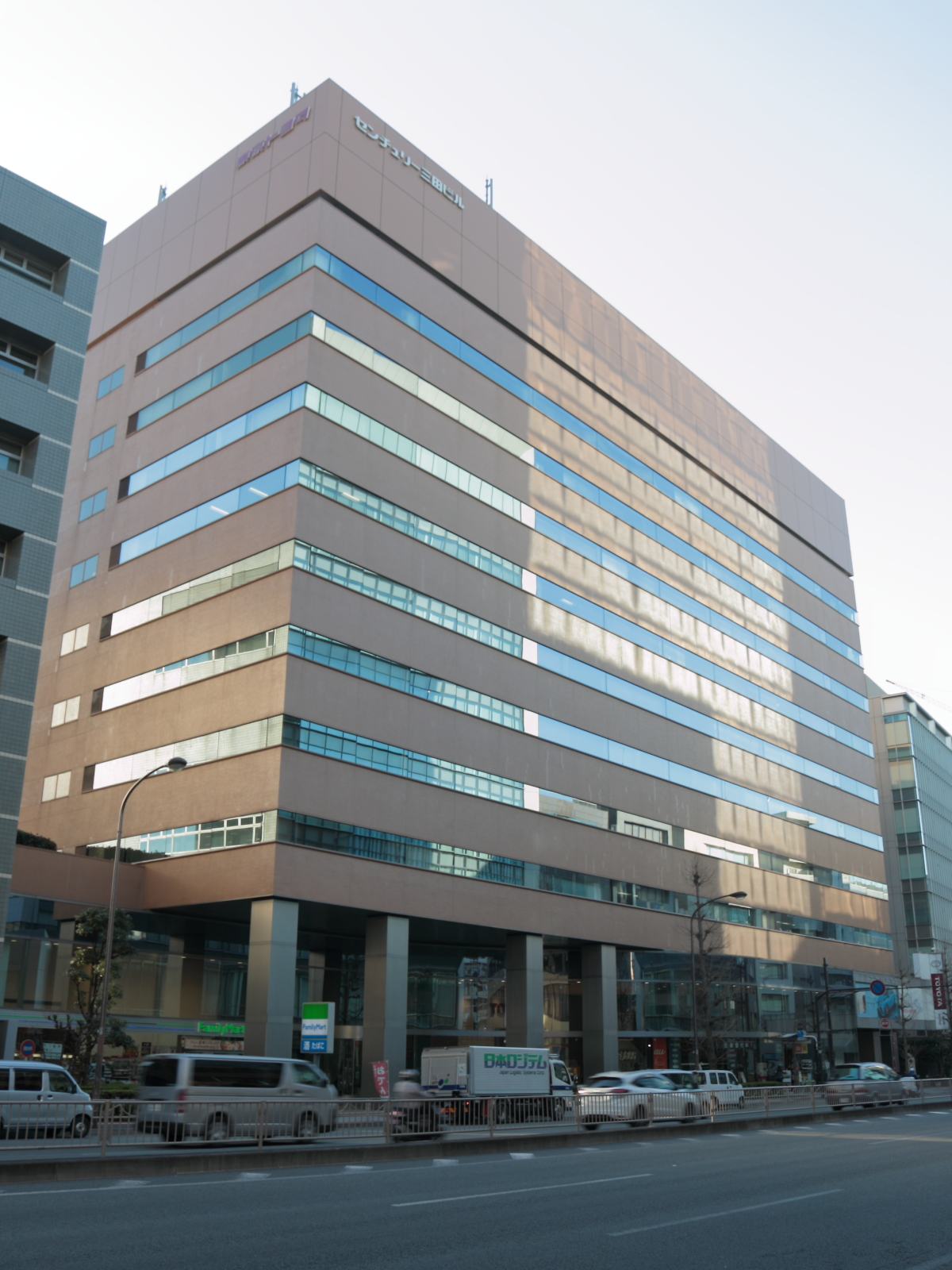
センチュリー三田ビル
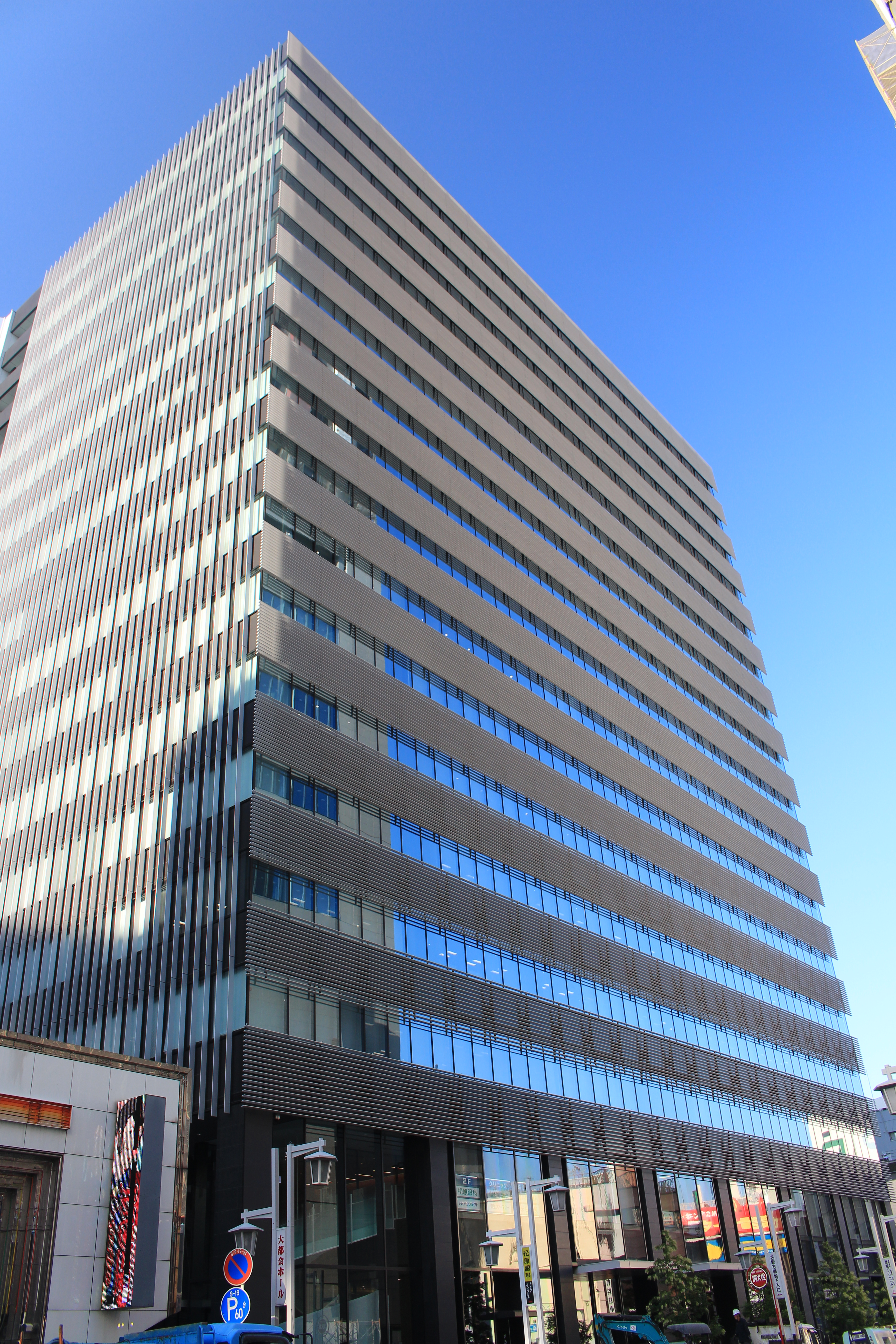
名古屋クロスコートタワー
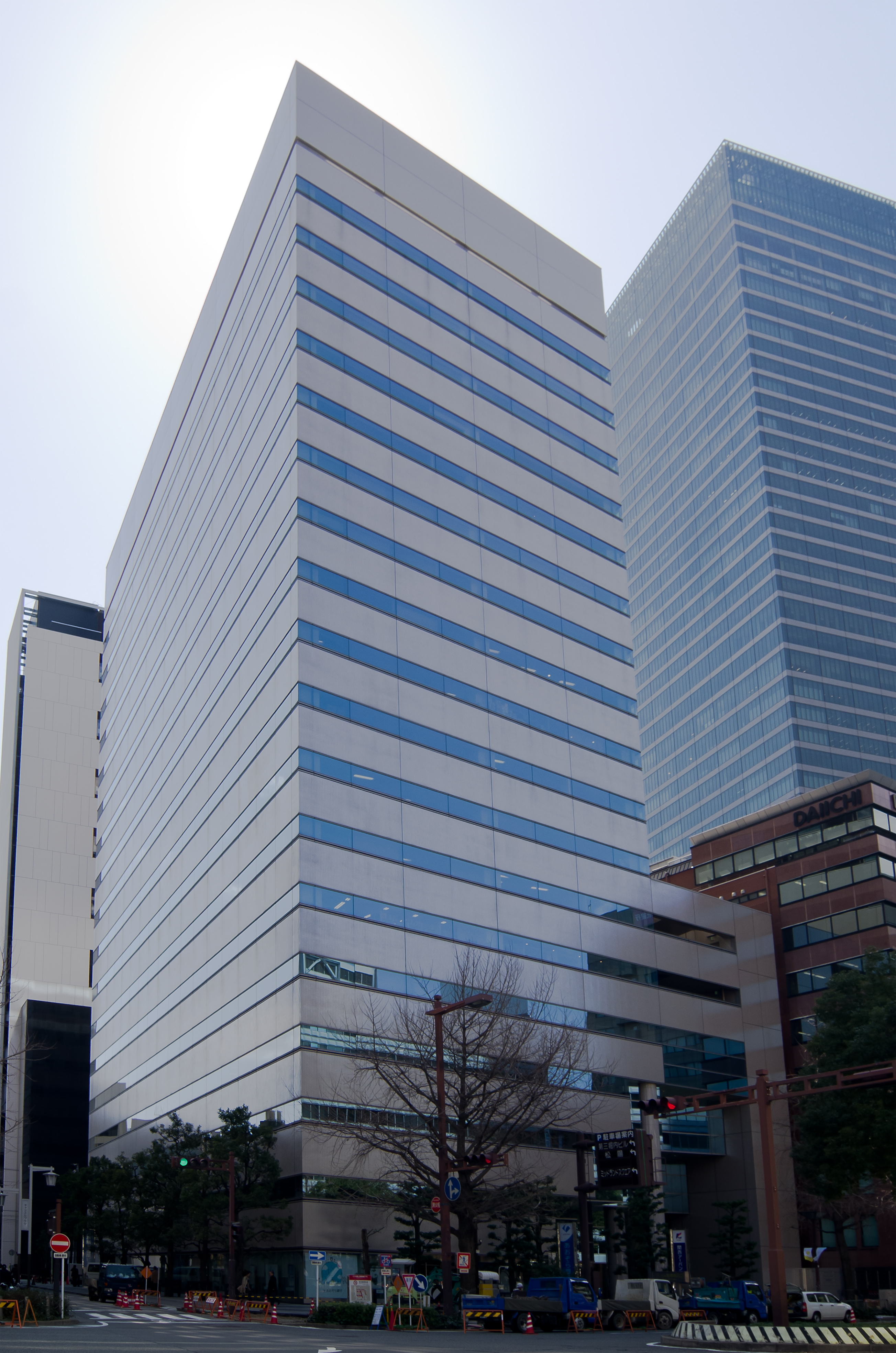
桜通豊田ビル
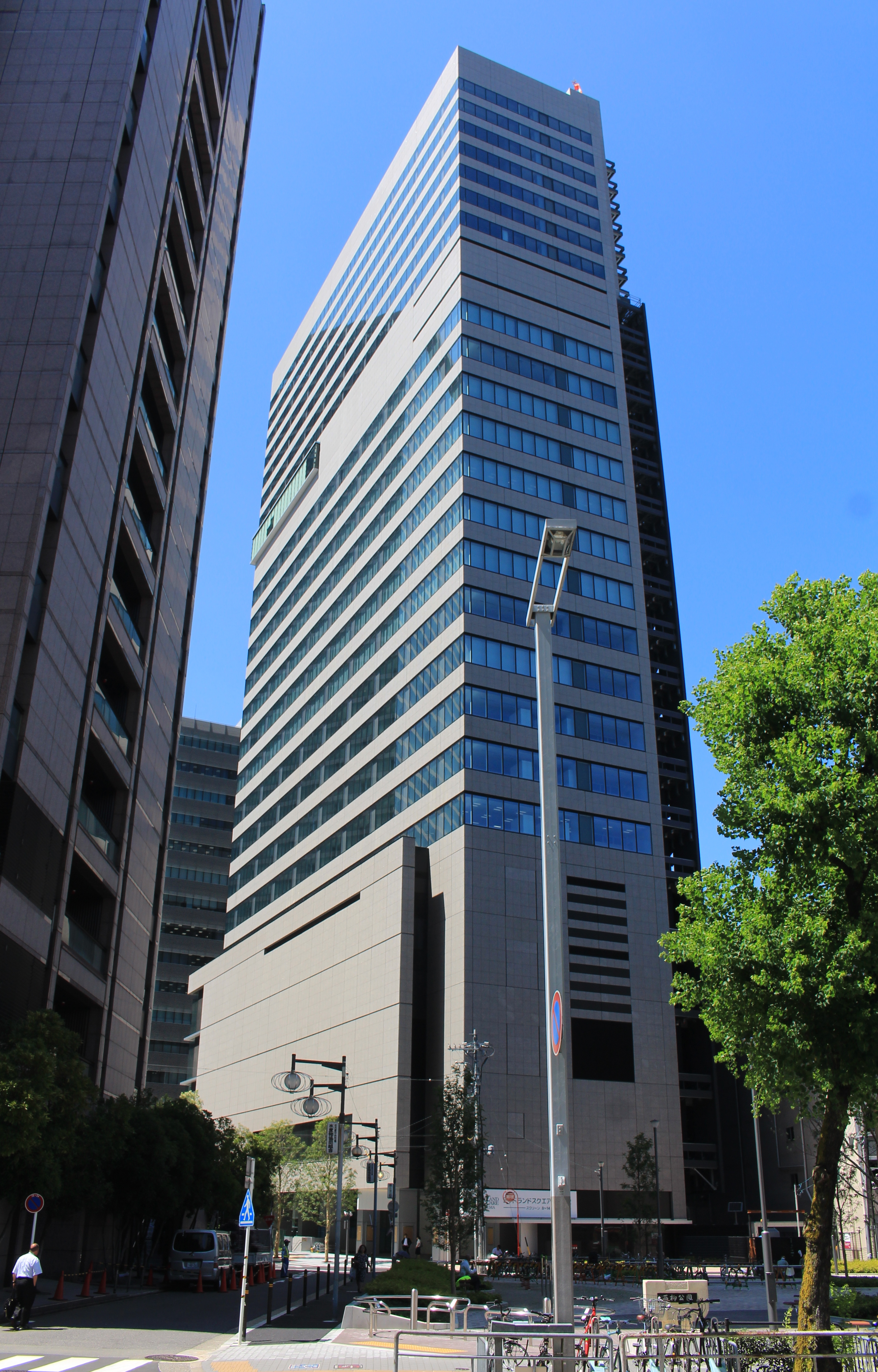
シンフォニー豊田ビル
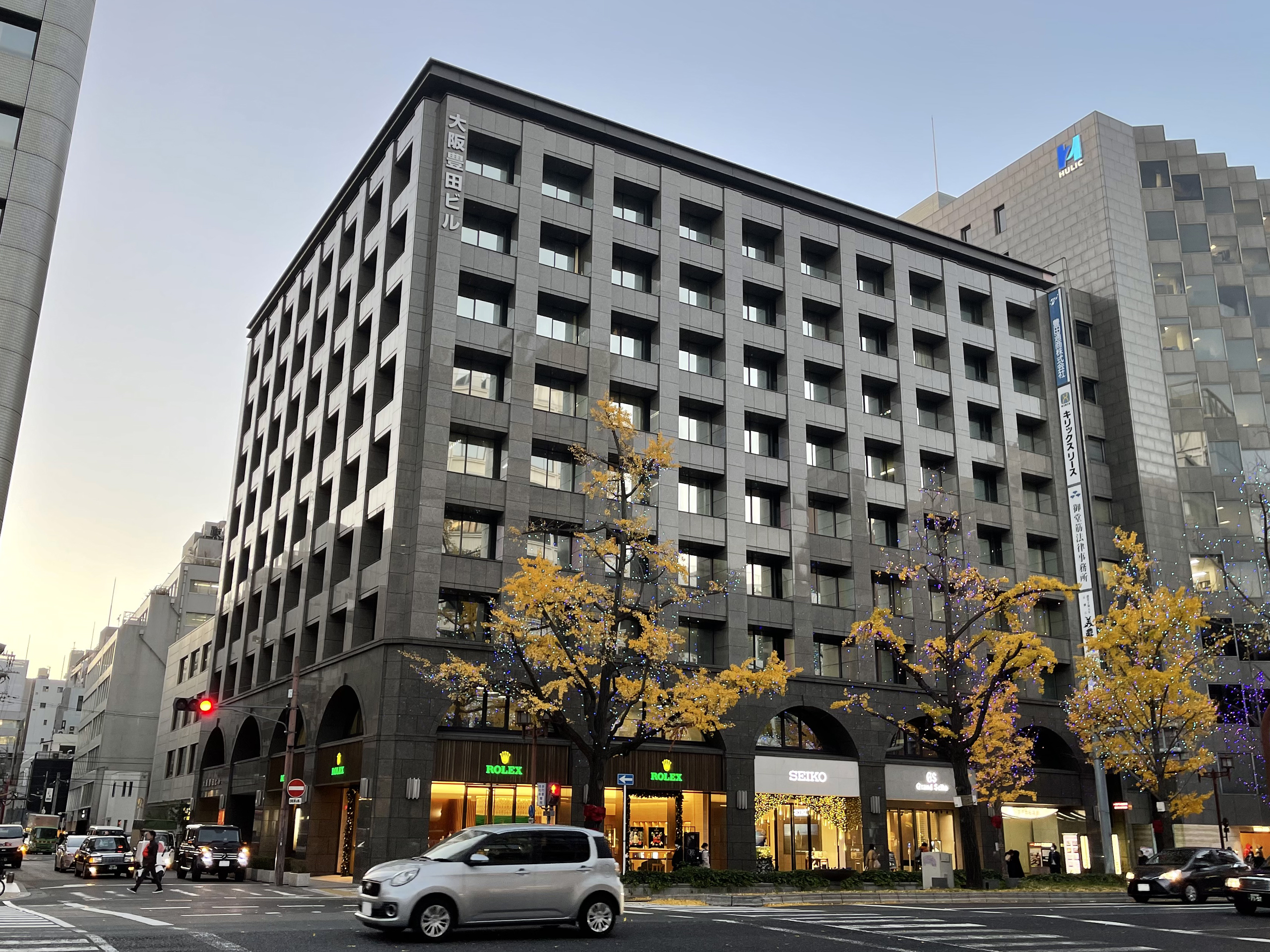
大阪豊田ビル
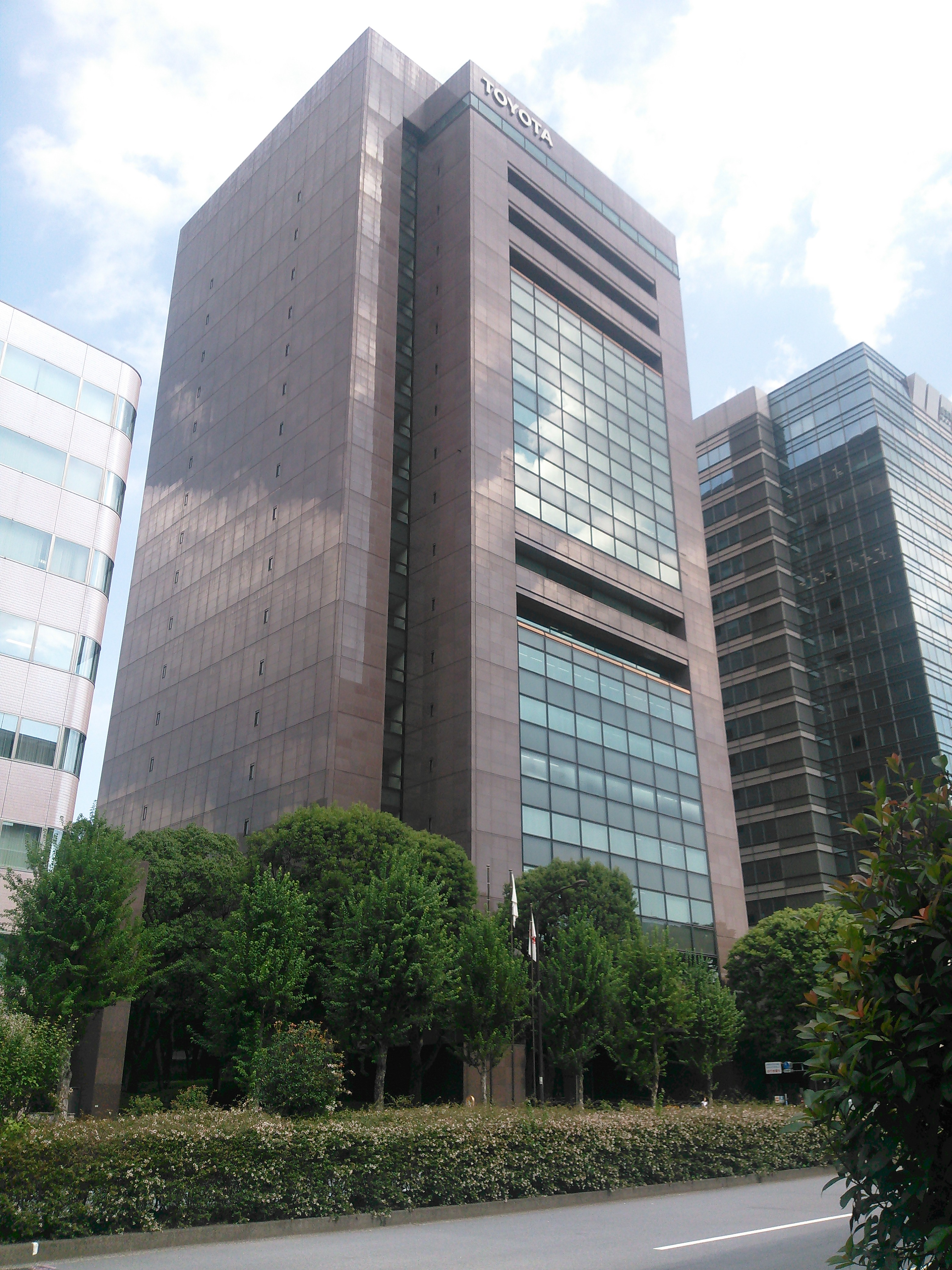
トヨタ東京ビル

## 事業所
- 名古屋本社（名古屋市中村区）
- 東京本社（東京都千代田区）[1]
- 大阪支店（大阪市中央区）[1]